# وولا راشتووسکا
وولا راشتووسکا (به لاتین: Wola Rasztowska) یک روستا در لهستان است که در گمینا کلمبوو واقع شده‌است.